# Lord Nairne
Lordowie Nairne 1. kreacji (parostwo Szkocji)
- 1681–1683: Robert Nairne, 1. lord Nairne
- 1683–1726: William Nairne, 2. lord Nairne[1]
- 1726–1770: John Nairne, 3. lord Nairne[2]
- 1770–1782: John Nairne, 4. lord Nairne[2]
- 1782–1830: William Murray Nairne, 5. lord Nairne[3]
- 1830–1837: William Murray Nairne, 6. lord Nairne
- 1837–1867: Margaret de Flahaut, 7. lady Nairne i 2. baronowa Keith
- 1867–1895: Emily Jane Petty-Fitzmaurice, 8. lady Nairne
- 1895–1927: Henry Charles Keith Petty-Fitzmaurice, 5. markiz Lansdowne i 9. lord Nairne
- 1927–1936: Henry William Edmund Petty-Fitzmaurice, 6. markiz Lansdowne i 10. lord Nairne
- 1936–1944: Charles Hope Petty-Fitzmaurice, 7. markiz Lansdowne i 11. lord Nairne
- 1944–1995: Katherine Evelyn Constance Bigham, 12. lady Nairne
- 1995–2006: Richard Maurice Clive Bigham, 4. wicehrabia Mersey i 13. lord Nairne
- 2006 -: Edward George Hallam Bigham, 5. wicehrabia Mersey i 14. lord Nairne

Dziedziczka tytułu lady Nairne: Fiona Diana Joan Bigham, najstarsza córka 14. lorda